# Saccocalyx (rod spužvi)
Saccocalyx je rod spužvi koje pripadaju porodici Euplectellidae.
Vrste ovog roda nalaze se u Tihom oceanu.
Vrste:
- Saccocalyx careyi (Reiswig, 1999)
- Mikroheksaktin iz sakokaliksa, L.i.Gong & Qiu, 2015
- Saccocalyx pedunculatus Schulze, 1896
- Saccocalyx tetractinus Reiswig & Kelly, 2018